# Blank Generation (chanson)
Pour les articles homonymes, voir Blank Generation (homonymie).
Pistes de Blank Generation
Who Says? (It's Good to Be Alive)
(6) Walking on the Water
(8)
Blank Generation est le premier single du groupe de punk rock américain Richard Hell And The Voidoids, paru en 1976. Richard Hell interprétait déjà cette chanson sur scène quand il faisait partie du groupe Television. Une version live figure d'ailleurs sur la compilation Spurts, The Richard Hell Story (2005). Il la joue ensuite avec Johnny Thunders and The Heartbreakers (album Live At Mothers, 1991). La chanson écrite par Hell se retrouve ensuite sur l'EP Another World de Richard Hell and the Voidoids, puis sur l'album Blank Generation édité en 1977.
Ce titre signifie, qui signifie "génération du vide", est un hymne du mouvement punk américain à ses débuts. C'est une réécriture du morceau Beat Generation de Rod McKuen en 1959, lui-même inspiré par les poèmes de Jack Kerouac.
Sur la pochette, Hell pose avec une chemise déchirée et rapiécée avec des épingles à nourrice.
La chanson a inspiré le morceau Pretty Vacant aux Sex Pistols.
Elle figure sur la liste Rock and Roll Hall of Fame et est classé parmi les 10 titres les plus incontournables selon Rough Guide To Punk.
Elle a été reprise notamment par les groupes Machine Head (sur l'album Supercharger) et Diabologum.